# Saraguro
Saraguro est une ville, capitale du canton de Saraguro dans la province de Loja en Équateur.
En 2010, sa population était de 9 045 habitants.